# Vegeta

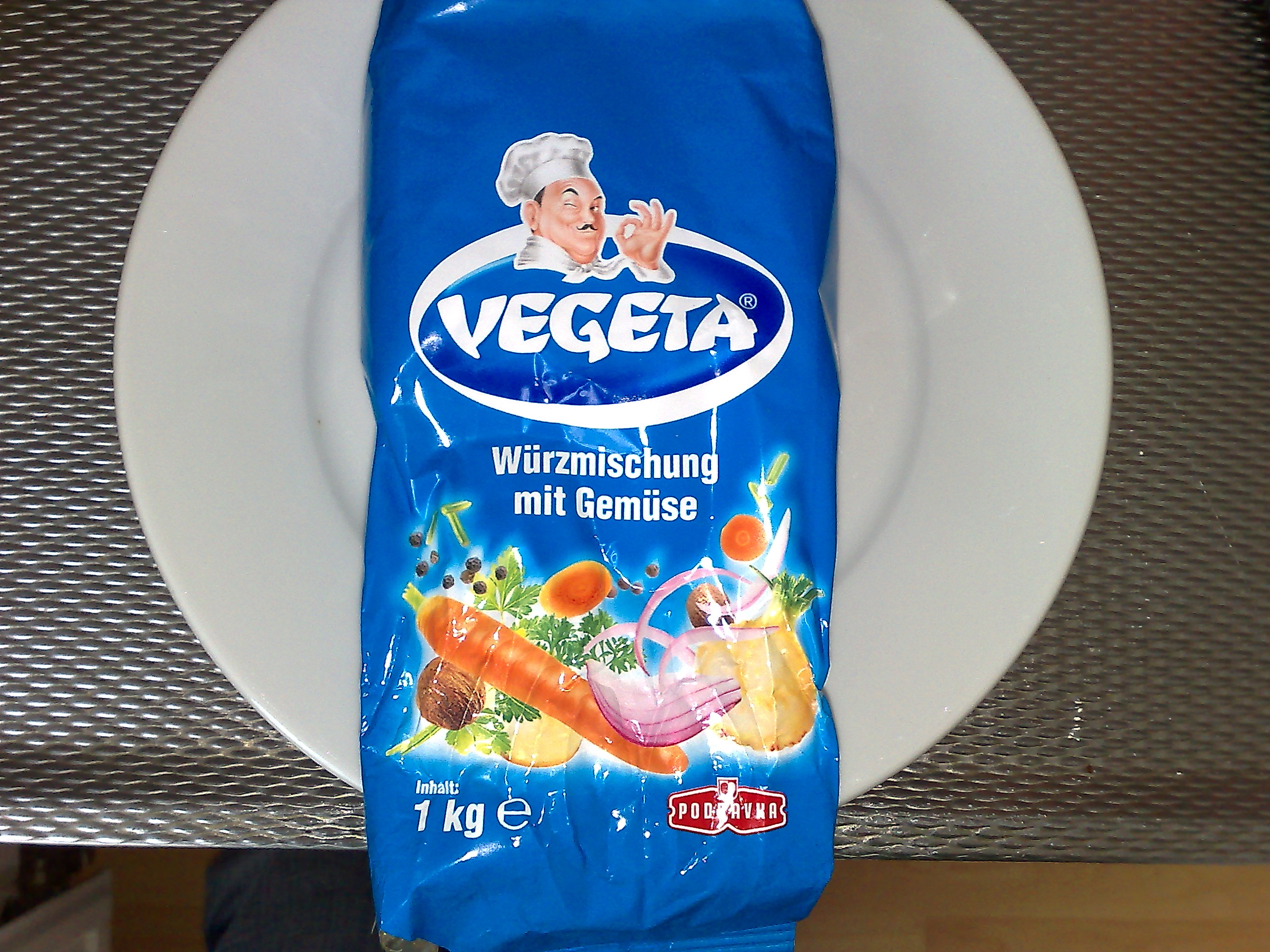
Egy csomag Vegeta

A Vegeta egy védjegyezett nevű ételízesítő keverék. Fő összetevői só, zöldségek, fűszerek, és ízfokozók. 1959-ben találta fel Zlata Bartl horvát kémikus, 1967-re világszerte ismertté vált. A terméket a Podravka nevű horvát cég, és annak magyar, ausztriai, valamint lengyel leányvállalatai gyártják. Létezik olyan változata is, amelyhez nem adnak nátrium-glutamátot.

## Története
A Vegeta elnevezésű terméket 1958-ban fejlesztették ki a Podravka laboratóriumában, a terméket megalkotó csapat vezetője Zlata Bartl professzor volt. A termék először Jugoszláviában került kereskedelmi forgalomba Vegeta 40 néven, majd olyan népszerűvé vált, hogy nagyságrendekkel kellett növelni termelését a piac ellátásához.
1967-ben Magyarországra és a Szovjetunióba is eljutott. 1971-re Ausztriában, Svédországban, Nyugat-Németországban, Csehszlovákiában, és Ausztráliában is árusítani kezdték. Napjainkban a világ kb. 40 országában elérhető.

## Összetevői
A Vegeta ételízesítő összetevői a következők:
Étkezési só, sárgarépa, paszternák, burgonya, vöröshagyma, zeller, petrezselyemzöld, nátrium-glutamát, dinátrium-inozinát, cukor, fűszerek, kukoricakeményítő, riboflavin.
Tápértékre vonatkozó információk:
| 100 g Vegeta átlagosan tartalmaz |                 |
| Energia                          | 697 kJ/164 kcal |
| Zsír                             | <0,5 gramm      |
| ...ebből telített zsírsavak      | 0,2 gramm       |
| Szénhidrát                       | 32 gramm        |
| ...ebből cukrok                  | 22 gramm        |
| Fehérje                          | 8,5 gramm       |
| Só                               | 56,9 gramm      |

## Fordítás
Ez a szócikk részben vagy egészben  a   Vegeta (food) című angol Wikipédia-szócikk ezen változatának fordításán alapul.  Az eredeti cikk szerkesztőit annak laptörténete sorolja fel. Ez a jelzés csupán a megfogalmazás eredetét és a szerzői jogokat jelzi, nem szolgál a cikkben szereplő információk forrásmegjelöléseként.